# Solemyidae
Famille
Solemyidae est une famille de mollusques bivalves protobranches.

## Liste des genres
Selon ITIS (10 août 2010) :
- genre Acharax Dall, 1908
- genre Solemya Lamarck, 1818